# Antonio Sogliano
Antonio Sogliano (Napoli, 13 giugno 1854 – Napoli, 27 luglio 1942) è stato un archeologo italiano.

## Biografia
Antonio Sogliano studiò con Giuseppe Fiorelli e con Giulio De Petra. Nel 1878 iniziò la sua attività al Museo archeologico nazionale di Napoli. Nel 1885 fu trasferito come direttore al Museo archeologico regionale Antonio Salinas e in seguito al museo di Villa Giulia, dove ricoprì la carica di direttore fino a 1901. 
Alla fine del 1905 divenne Ispettore degli scavi di Pompei, e responsabile di lavori di scavo a Pompei; mantenne questa posizione fino al 1910. Contemporaneamente fu curatore al Museo archeologico nazionale di Napoli. Dal 1906 lavorò assieme a Giulio De Petra, che dopo uno scandalo occorso alla fine del secolo, era stato reintegrato nella posizione di direttore. Nel tempo in cui fu responsabile degli scavi di Pompei impiegò molte energie e fondi per i lavori di restauro delle domus sia di quelle già note che di quelle scoperte nuove. Tra le altre fu restaurata la Casa dei Vettii. Dal 1906 al 1929 Sogliano fu professore per le antichità di Pompei all'Università degli Studi di Napoli Federico II. 
Nel 1920 divenne membro della Accademia Nazionale dei Lincei.
Con il suo lavoro Le pitture murali campane scoverte negli anni 1867-79 Sogliano nel 1879 compilò un supplemento al lavoro di Wolfgang Helbig Wandgemälde der vom Vesuv verschütteten Städte Kampaniens.

## Lavori
- Le pitture murali campane scoverte negli anni 1867-79, 1879